# Tafjorden

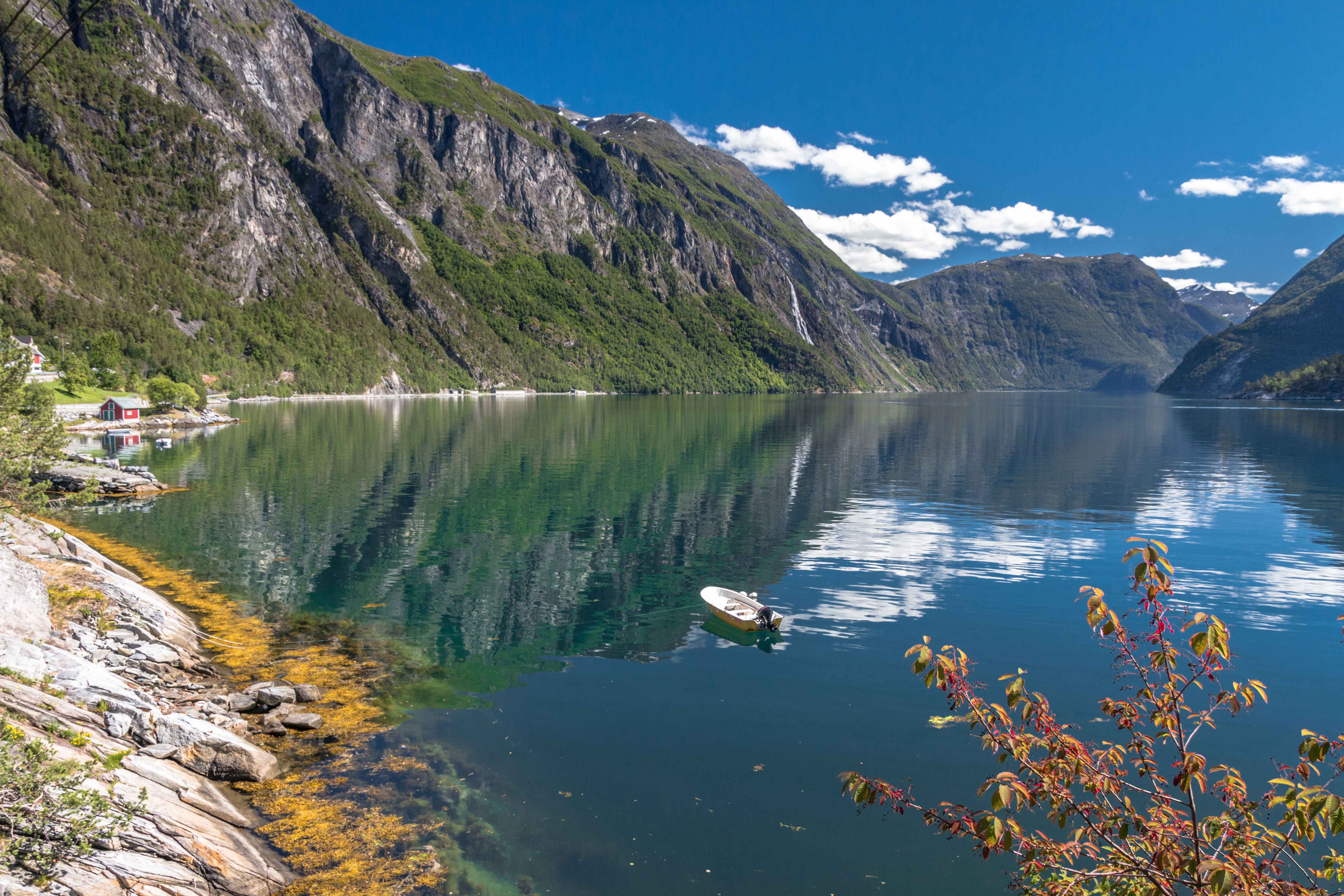
Tafjorden

Tafjorden är en arm av Norddalsfjorden och Storfjorden i Fjords kommun i Møre og Romsdal fylke i västra Norge. Den är åtta kilometer lång och går från Oksneset vid Fjørå till Tafjord. Största djupet är 220 meter vid Okseneset. 
Den 7 april 1934 inträffade Tafjordolyckan där 40 människor omkom i en flodvåg som orsakats av ett bergras. 